# XI Krajowy Festiwal Piosenki Polskiej w Opolu
XI Krajowy Festiwal Piosenki Polskiej – jedenasta edycja krajowego festiwalu piosenki odbyła się 20-23 czerwca 1973 w Opolu. Miały miejsce wtedy 3 koncerty festiwalowe: Interpretacje, Premiery i Mikrofon dla wszystkich. Kabareton awansował do rangi imprezy godnej amfiteatru (do tej pory odbywał się w skromnej, liczącej kilkaset miejsc, auli Szkoły Pedagogicznej). Noc kabaretową wyreżyserowała Olga Lipińska. Dodatkowo na zakończenie festiwalu odbył się koncert Mikrofon i Ekran. Reżyserem był Janusz Rzeszewski, natomiast scenografię zaprojektowała Xymena Zaniewska. W koncercie Interpretacje wystąpiło 19 uczestników.
Jury koncertu Premiery (piosenki oceniano „na żywo”):
1. Janusz Cegiełła
2. Henryk Debich
3. Bogdan Drozdowski
4. Witold Filler
5. Wojciech Kilar
6. Andrzej Korman
7. Jan Malinowski

Jury koncertu Interpretacje:
1. Aleksander Bardini – przewodniczący
2. Janusz Rzeszewski
3. Leszek Bogdanowicz
4. Andrzej Wróblewski
5. Jan Koczol
6. Andrzej Jarecki
7. Lucjan Kydryński
8. Waldemar Dobrzyniec – sekretarz

## KoncertPremiery20.06.1973, godz. 20:00
1. Jerzy Połomski – Bo z dziewczynami
2. Joanna Rawik – Budujemy nowe drogi
3. Anna German – Ballada o niebie i ziemi
4. Maria Koterbska – Po co nam tamte dni
5. Maryla Rodowicz – Diabeł i raj
6. Skaldowie i Pro Contra– Na granicy dnia
7. Daniel – Nie odpisuj mi na listy
8. 2 plus 1 – Codzienność
9. Bemibem – Po co jechać do Werony
10. Halina Frąckowiak – Ty, który przyjdziesz
11. Stan Borys – Jaskółka uwięziona
12. Pro Contra – Połów
13. Bractwo Kurkowe 1791 – Koleiny
14. Łucja Prus – Tango z różą w zębach
15. Zdzisława Sośnicka i Partita– Mam w ramionach świat
16. Waldemar Kocoń – Zapukam do ciebie różą
17. Jolanta Kubicka i zespół Avista– Dolinami idą mgły
18. Irena Jarocka – Śpiewam pod gołym niebem
19. Stenia Kozłowska – Jak to miłość
20. Danuta Rinn – Obywatelu zostań tatą
21. Teresa Tutinas – Chciałabym
22. Bogdana Zagórska – Czerwienią się buki
23. Stanisław Ptak – Trzeba nam żyć
24. Andrzej Dąbrowski – To jest to
25. Andrzej Rosiewicz i Asocjacja Hagaw – Mój pierwszy bal z Mikołajem
26. Halina Kunicka – Premiera
27. Jan Tadeusz Stanisławski – Chłopaki pójdę z wami
28. Nina Urbano – Kamień
29. Partita – Dwa razy dwa
30. Andrzej Szajewski – Dla ciebie żłobie

Poza konkursem wystąpił Bernard Ładysz z piosenką "Druga Polska''
Akompaniowała Orkiestra PR i TV pod dyrekcją Stefana Rachonia i Jana Pruszaka 
Reżyser: Włodzimierz Gawroński
Kierownictwo muzyczne: Czesław Majewski
Kierownik literacki: Jan Pietrzak Konferansjerzy: Maria Borecka i Andrzej Jaroszewski
Scenografia: Xymena Zaniewska i Mariusz Chwedczuk

## KoncertInterpretacje21.06.1973, godz. 20:00
1. Krystyna Prońko - Po co ci to chłopcze
2. Krystyna Prónko - Umarłe krajobrazy
3. Anna Jantar - Najtrudniejszy pierwszy krok
4. Anna Jantar- Nocne myśli
5. Krystyna Tkacz - Na przykładzie garbatego
6. Krystyna Tkacz- Droga zimowa
7. Wojciech Skowroński – Blues to zawsze blues jest
8. Wojciech Skowroński - Nad jasną rzeką
9. Irena Woźniacka - Trochę wiosny, trochę lata
10. Irena Woźniacka - Jaka będzie jesień
11. Homo Homini - Drzewa ruszają w drogę
12. Homo Homini - Tobie Karolino
13. Roman Gerczak - Urodziny dziadka
14. Roman Gerczak - Tramwaj
15. Marta Gorgon – On ma otok zielony
16. Marta Gorgoń - Ciszej wichrze
17. Maria Ałaszewicz - Góry są dobre
18. Maria Ałaszewicz -  Nasze pory roku
19. Małgorzata Orwat - Co jest za tą wielką dalą
20. Małgorzata Orwat - Tam gdzie niebo wysokie
21. Maciej Wróblewski - A tego roku jesień
22. Maciej Wróblewski - Jak dobrze
23. Andrzej Niemira - Pijany tobą
24. Andrzej Niemira - Pasje nasze
25. Karol Stępkowski - A skąd ty wiesz
26. Karol Stępkowski - Nim zakochałem się
27. Aneta Łastik - Stare srebro
28. Aneta Łastik - Nic nie zmienia się daremnie
29. Irena d'Obyrn - Łączą nas
30. Irena d'Obyrn - Sonet VIII
31. Stefan Zach - Burns
32. Stefan Zach - Dyl sowizdrzał
33. Bożena Małczyńska - Źródło
34. Bozena Małczyńska - Zimowy słowik

Poza koncertem wystąpił Czesław Niemen ze swoją grupą. 
Akompaniowała Poznańska Orkiestra Rozrywkowa pod dyrekcją Zygmunta Mahlika 
Reżyser: Stefan Mroczkowski
Kierownictwo muzyczne: Edward Spyrka
Kierownik literacki: Jan Pietrzak
Konferansjerzy: Kazimierz Adamowski
Scenografia: Xymena Zaniewska i Mariusz Chwedczuk

## KoncertMikrofon dla wszystkich22.06.1973, godz. 20:00
1. Grupa Boom – Miłość
2. Renata Kretówna – Ekscentrycy
3. Hajduczki – Ballada z przestrogą
4. Zespół Kram – Zabita woda
5. Paweł Birula i grupa Va Banque - Święto błaznów
6. Brylantowe Spinki - Piosenka zaangażowana...blues
7. Walcmany – Skrwawnięte serce[1][2]
8. Stanisław Kargul - Biało czerwona
9. Zespół ''Ars Nova'' - Dni, którymi żyć będziemy
10. Teresa Nowicka - Żuławskie wierzby
11. Stanisław Zygmunt - Pójdziemy na majówkę
12. Maria Mikulska - Moja prośba
13. Zespół ''M-H'' - Dziękuje Wam
14. Jerzy Alen - Wyznania najcichsze
15. Sławomira Studzińska - Nasze brzozy
16. Teresa Gajkoś - To będzie dziwny świat
17. Ewa Niestrój i Roman Frankl - Wracasz świtem
18. Grażyna Orszt - Wiersze
19. Ikersi - Oj sumi las
20. Zespół ''BW-69'' - Dzwonnica
21. Małgorzata Warchoł - Wiatrołomy, gołoborze
22. Piotr Stanienda - Abyś czuł
23. Danuta Kalinowska - Przez ciebie wszystko znam
24. Karol Olszewski - Wymyślona
25. Ludwik Ostrowski - Przypowieść o domu
26. Marta Ziembowska - Jak to wilga
27. Elżbieta Bukowiecka - To zrobił człowiek
28. Lidia Strzelecka - Proszę o uśmiech

Akompaniowała Poznańska Orkiestra Rozrywkowa pod dyrekcją Zygmunta Mahlika
Reżyser: Ryszard Ray-Zawadzki
Kierownictwo muzyczne: Edward Spyrka
Kierownik literacki: Jan Pietrzak
Konferansjerzy: Janusz Budzyński
Scenografia: Xymena Zaniewska i Mariusz Chwedczuk

## Noc kabaretowa
1. Salon Niezależnych
2. Kabaret Elita
3. Pod Egidą
4. Tey

## Koncert finałowyMikrofon i Ekran
Prowadzący: Andrzej Jaroszewski i Edyta Wojtczak. Występowali tylko laureaci.
1. Andrzej Dąbrowski i Partita – Do zakochania jeden krok
2. Tadeusz Woźniak i Alibabki – Zegarmistrz światła
3. 2 plus 1 – Czerwone słoneczko
4. Zespół Wokalny CZWP – W defiladowym słońcu
5. Zdzisława Sośnicka i Pro Contra – Nie ma drogi dalekiej
6. Hajduczki – Ballada z przestrogą
7. Renata Kretówna – Ekscentrycy
8. Grupa Boom – Miłość
9. Irena Woźniacka – Trochę wiosny, trochę lata
10. Zenon Laskowik i TEY – Dla kogo pani się tak dzisiaj wystroiła
11. Homo Homini – Drzewa ruszają w drogę
12. Jadwiga Strzelecka i Partita – Jeszcze za wcześnie, jeszcze nie teraz
13. Anna German – Ballada o niebie i ziemi
14. Stan Borys – Jaskółka uwięziona
15. Krystyna Prońko – Umarłe krajobrazy
16. Roma Buharowska – Ja mam ciebie, ty mnie
17. Partita – Dwa razy dwa
18. Maryla Rodowicz – Diabeł i raj
19. Jerzy Połomski – Bo z dziewczynami
20. Skaldowie – Na granicy dnia

## Laureaci[3]
Nagrody w kategorii Premiery
1. Tango z różą w zębach (Nahorny/Kofta) – Łucja Prus
2. Dwa razy dwa (Kopff/Kleyny) – zespół Partita
3. Bo z dziewczynami (Rembowski/Bianusz) – Jerzy Połomski

Wyróżnienia w kategorii Premiery
- Diabeł i raj (Gaertner/Osiecka) – Maryla Rodowicz
- Na granicy dnia (Zieliński/Moczulski) – Skaldowie

Nagrody w kategorii Interpretacje
1. Krystyna Prońko – Umarłe krajobrazy
2. Wojciech Skowroński z zespołem Blues Rock – Blues to zawsze blues jest
3. Krystyna Tkacz

wyróżnienia:
- Roman Gerczak
- zespół Homo Homini

Nagrody w kategorii Mikrofon dla wszystkich
Równorzędne nagrody główne otrzymali: 
1. Renata Kretówna
2. grupa Boom
3. Paweł Birula z grupą Va Banque
4. zespół Brylantowe Spinki
5. zespół Hajduczki

Nagroda dziennikarzy
- Stan Borys za Jaskółkę uwięzioną (Kępiński/Szemioth)

Nagroda tygodnika Szpilki
- Kabaret Tey za program artystyczny Wizyta i kwita

Nagrody publiczności
- Jerzy Połomski
- zespół Brylantowe Spinki
- Irena Woźniacka